# دورينايت
دورينايت (بالبلغارية: Добрените)‏ قرية تقع إدارياً ضمن مقاطعة غابروفو في بلغاريا. ويبلغ عدد سكانها 2 نسمة حسب تعداد 15 مارس 2015. تعتمد دورينايت للبريد على الرمز البريدي 5380.